# Communauté de communes du Canton de Montrevault
Die  Communauté de communes du Canton de Montrevault ist ein ehemaliger französischer Gemeindeverband (Communauté de communes) im Département Maine-et-Loire der Region Pays de la Loire. Er wurde am 29. Dezember 1993 gegründet, 2012 umbenannt in Montrevault Communauté und mit 15. Dezember 2015 in eine Commune nouvelle unter dem Namen Montrevault-sur-Èvre umgewandelt.

## Mitglieder
1. La Boissière-sur-Èvre
2. Chaudron-en-Mauges
3. La Chaussaire
4. Le Fief-Sauvin
5. Le Fuilet
6. Montrevault
7. Le Puiset-Doré
8. Saint-Pierre-Montlimart
9. Saint-Quentin-en-Mauges
10. Saint-Rémy-en-Mauges
11. La Salle-et-Chapelle-Aubry

## Quelle
- Le SPLAF - (Website zur Bevölkerung und Verwaltungsgrenzen in Frankreich (frz.))